# Llista de coves catalogades del País Valencià
Llista de coves del País Valencià, incloses en el Catàleg de Coves de la Comunitat Valenciana (CCCV). Totes les coves, els avencs i la resta de cavitats subterrànies, descobertes o per descobrir, tenen un règim de protecció general per la Llei 11/1994 d'espais naturals protegits de la Comunitat Valenciana.
Les més valuoses o significatives estan incloses en el Catàleg de Coves amb un règim de protecció especial.

## Província de Castelló
| Nom                           | Característiques                                                                | Localització                                                                                                 | Codi    | Imatge |
| ----------------------------- | ------------------------------------------------------------------------------- | --- | ------- | --- |
| Cova de la Balma              | Santuari rupestre, habilitat                                                    | Sorita Santuari de la Mare de Déu de la Balma 40° 44′ 46″ N, 0° 10′ 40″ O / 40.745977°N,0.177785°O           | CCCV-1  | {{ca\|Cova de la Balma (Sorita)}} · {{WLE-AD-ES\|CCCV-1}} · {{Object location dec\|40.745977\|-0.177785\|region:ES-VC_type:landmark_source:cawiki}} · [[Categoria:Santuari de la Mare de Déu de la Balma]]             |
| Cova de la Puntassa           |                                                                                 | La Pobla de Benifassà 40° 42′ 11″ N, 0° 03′ 41″ E / 40.702951°N,0.061296°E                                   | CCCV-2  | {{ca\|Cova de la Puntassa (la Pobla de Benifassà)}} · {{WLE-AD-ES\|CCCV-2}} · {{Object location dec\|40.702951\|0.061296\|region:ES-VC_type:landmark_source:cawiki}} · [[Categoria:Caves of the Land of Valencia]]     |
| Cova de la Mestra             | Flora singular                                                                  | La Pobla de Benifassà 40° 41′ 56″ N, 0° 03′ 42″ E / 40.698888°N,0.061642°E                                   | CCCV-3  | {{ca\|Cova de la Mestra (la Pobla de Benifassà)}} · {{WLE-AD-ES\|CCCV-3}} · {{Object location dec\|40.698888\|0.061642\|region:ES-VC_type:landmark_source:cawiki}} · [[Categoria:Caves of the Land of Valencia]]       |
| Cova dels Encenalls           | Fauna troglòbia                                                                 | Sant Mateu 40° 25′ 27″ N, 0° 12′ 38″ E / 40.424188°N,0.210600°E                                              | CCCV-4  | {{ca\|Cova dels Encenalls (Sant Mateu)}} · {{WLE-AD-ES\|CCCV-4}} · {{Object location dec\|40.424188\|0.210600\|region:ES-VC_type:landmark_source:cawiki}} · [[Categoria:Caves of the Land of Valencia]]                |
| Cova de Cantallops            | Quiròpters, geomorfologia subterrània                                           | Ares del Maestrat 40° 27′ 12″ N, 0° 06′ 40″ O / 40.453394°N,0.111071°O                                       | CCCV-5  | {{ca\|Cova de Cantallops (Ares del Maestrat)}} · {{WLE-AD-ES\|CCCV-5}} · {{Object location dec\|40.453394\|-0.111071\|region:ES-VC_type:landmark_source:cawiki}} · [[Categoria:Caves of the Land of Valencia]]         |
| Cova del Molinar              | Geomorfologia subterrània, surgència                                            | Xert 40° 31′ 02″ N, 0° 06′ 11″ E / 40.517215°N,0.103147°E                                                    | CCCV-6  | {{ca\|Cova del Molinar (Xert)}} · {{WLE-AD-ES\|CCCV-6}} · {{Object location dec\|40.517215\|0.103147\|region:ES-VC_type:landmark_source:cawiki}} · [[Categoria:Caves of the Land of Valencia]]                         |
| Avenc del Pla de Litrago      | Fauna troglòbia                                                                 | Cervera del Maestrat 40° 25′ 36″ N, 0° 19′ 05″ E / 40.426558°N,0.317962°E                                    | CCCV-7  | {{ca\|Avenc del Pla de Litrago (Cervera del Maestrat)}} · {{WLE-AD-ES\|CCCV-7}} · {{Object location dec\|40.426558\|0.317962\|region:ES-VC_type:landmark_source:cawiki}} · [[Categoria:Caves of the Land of Valencia]] |
| Sistema del Tossal de la Font | Geomorfologia subterrània, quiròpters                                           | Vilafamés 40° 06′ 44″ N, 0° 03′ 01″ O / 40.112308°N,0.050263°O                                               | CCCV-8  | {{ca\|Sistema del Tossal de la Font (Vilafamés)}} · {{WLE-AD-ES\|CCCV-8}} · {{Object location dec\|40.112308\|-0.050263\|region:ES-VC_type:landmark_source:cawiki}} · [[Categoria:Caves of the Land of Valencia]]      |
| Cova Obscura                  | Quiròpters, declarat Lloc d'Interès Comunitari                                  | Atzeneta del Maestrat Mas del Correger 40° 11′ 59″ N, 0° 12′ 55″ O / 40.199700°N,0.215385°O                  | CCCV-9  | {{ca\|Cova Obscura (Atzeneta del Maestrat)}} · {{WLE-AD-ES\|CCCV-9}} · {{Object location dec\|40.199700\|-0.215385\|region:ES-VC_type:landmark_source:cawiki}} · [[Categoria:Caves of the Land of Valencia]]           |
| Cova del Mas d'Abat           | Fauna troglòbia                                                                 | Les Coves de Vinromà 40° 21′ 57″ N, 0° 06′ 32″ E / 40.365724°N,0.108909°E                                    | CCCV-10 | {{ca\|Cova del Mas d'Abat (les Coves de Vinromà)}} · {{WLE-AD-ES\|CCCV-10}} · {{Object location dec\|40.365724\|0.108909\|region:ES-VC_type:landmark_source:cawiki}} · [[Categoria:Caves of the Land of Valencia]]     |
| Forat d'en Ferràs             | Quiròpters, flora singular                                                      | Orpesa Barranc de Forat de Ferrares 40° 05′ 13″ N, 0° 06′ 22″ E / 40.087049°N,0.105997°E                     | CCCV-11 | {{ca\|Forat d'en Ferràs (Orpesa)}} · {{WLE-AD-ES\|CCCV-11}} · {{Object location dec\|40.087049\|0.105997\|region:ES-VC_type:landmark_source:cawiki}} · [[Categoria:Caves of the Land of Valencia]]                     |
| Avenc de l'Indi               | Fauna troglòbia                                                                 | Orpesa 40° 05′ 12″ N, 0° 05′ 53″ E / 40.086794°N,0.098046°E                                                  | CCCV-12 | {{ca\|Avenc de l'Indi (Orpesa)}} · {{WLE-AD-ES\|CCCV-12}} · {{Object location dec\|40.086794\|0.098046\|region:ES-VC_type:landmark_source:cawiki}} · [[Categoria:Caves of the Land of Valencia]]                       |
| Avenc de Bellver              | Fractura o diàclasi                                                             | Orpesa Urb. Torre Colomera 40° 03′ 43″ N, 0° 06′ 29″ E / 40.061821°N,0.108116°E                              | CCCV-13 | {{ca\|Avenc de Bellver (Orpesa)}} · {{WLE-AD-ES\|CCCV-13}} · {{Object location dec\|40.061821\|0.108116\|region:ES-VC_type:landmark_source:cawiki}} · [[Categoria:Caves of the Land of Valencia]]                      |
| Avenc d'en Serengue           | Fauna troglòbia                                                                 | Cabanes 40° 07′ 48″ N, 0° 03′ 42″ E / 40.130094°N,0.061759°E                                                 | CCCV-14 | {{ca\|Avenc d'en Serengue (Cabanes)}} · {{WLE-AD-ES\|CCCV-14}} · {{Object location dec\|40.130094\|0.061759\|region:ES-VC_type:landmark_source:cawiki}} · [[Categoria:Caves of the Land of Valencia]]                  |
| Avenc d'en Sòria              | Fauna troglòbia                                                                 | Cabanes 40° 07′ 58″ N, 0° 03′ 43″ E / 40.132793°N,0.061881°E                                                 | CCCV-15 | {{ca\|Avenc d'en Sòria (Cabanes)}} · {{WLE-AD-ES\|CCCV-15}} · {{Object location dec\|40.132793\|0.061881\|region:ES-VC_type:landmark_source:cawiki}} · [[Categoria:Caves of the Land of Valencia]]                     |
| Ullal de Miravet              | Fauna troglòbia aquàtica                                                        | Cabanes 40° 06′ 34″ N, 0° 03′ 18″ E / 40.109557°N,0.054972°E                                                 | CCCV-16 | {{ca\|Ullal de Miravet (Cabanes)}} · {{WLE-AD-ES\|CCCV-16}} · {{Object location dec\|40.109557\|0.054972\|region:ES-VC_type:landmark_source:cawiki}} · [[Categoria:Caves of the Land of Valencia]]                     |
| Cova Santa                    | Fauna troglòbia                                                                 | La Serra d'en Galceran 40° 14′ 44″ N, 0° 01′ 04″ O / 40.245661°N,0.017667°O                                  | CCCV-17 | {{ca\|Cova Santa (la Serra d'en Galceran)}} · {{WLE-AD-ES\|CCCV-17}} · {{Object location dec\|40.245661\|-0.017667\|region:ES-VC_type:landmark_source:cawiki}} · [[Categoria:Caves of the Land of Valencia]]           |
| Cova de l'Ocre                | Quiròpters, antiga explotació minera                                            | Llucena 40° 05′ 50″ N, 0° 16′ 24″ O / 40.097267°N,0.273275°O                                                 | CCCV-18 | {{ca\|Cova de l'Ocre (Llucena)}} · {{WLE-AD-ES\|CCCV-18}} · {{Object location dec\|40.097267\|-0.273275\|region:ES-VC_type:landmark_source:cawiki}} · [[Categoria:Caves of the Land of Valencia]]                      |
| Cova de les Meravelles        | Galeries i sales, fauna troglòbia                                               | Castelló de la Plana 40° 01′ 41″ N, 0° 09′ 32″ O / 40.028131°N,0.158987°O                                    | CCCV-19 | {{ca\|Cova de les Meravelles (Castelló de la Plana)}} · {{WLE-AD-ES\|CCCV-19}} · {{Object location dec\|40.028131\|-0.158987\|region:ES-VC_type:landmark_source:cawiki}} · [[Categoria:Caves of the Land of Valencia]] |
| Cova Cerdaña                  | Gran sala, geomorfologia, jaciment arqueològic                                  | Pina 39° 59′ 54″ N, 0° 36′ 47″ O / 39.998245°N,0.612920°O                                                    | CCCV-20 | {{ca\|Cova Cerdaña (Pina)}} · {{WLE-AD-ES\|CCCV-20}} · {{Object location dec\|39.998245\|-0.612920\|region:ES-VC_type:landmark_source:cawiki}} · [[Categoria:Caves of the Land of Valencia]]                           |
| Cova Negra                    | Gran sala, fauna troglòbia                                                      | Montanejos 40° 04′ 20″ N, 0° 32′ 07″ O / 40.072288°N,0.535291°O                                              | CCCV-21 | {{ca\|Cova Negra (Montanejos)}} · {{WLE-AD-ES\|CCCV-21}} · {{Object location dec\|40.072288\|-0.535291\|region:ES-VC_type:landmark_source:cawiki}} · [[Categoria:Caves of the Land of Valencia]]                       |
| Cova de Cirat                 | Geomorfologia subterrània, quiròpters, fauna troglòbia                          | Montant 40° 01′ 38″ N, 0° 34′ 15″ O / 40.027099°N,0.570901°O                                                 | CCCV-22 | {{ca\|Cova de Cirat (Montant)}} · {{WLE-AD-ES\|CCCV-22}} · {{Object location dec\|40.027099\|-0.570901\|region:ES-VC_type:landmark_source:cawiki}} · [[Categoria:Caves of the Land of Valencia]]                       |
| Avenc del Turio               | Geomorfologia                                                                   | Fanzara 40° 00′ 31″ N, 0° 20′ 34″ O / 40.0086°N,0.3429°O                                                     | CCCV-23 | {{ca\|Avenc del Turio (Fanzara)}} · {{WLE-AD-ES\|CCCV-23}} · {{Object location dec\|40.0086\|-0.3429\|region:ES-VC_type:landmark_source:cawiki}} · [[Categoria:Caves of the Land of Valencia]]                         |
| Avenc de la Higuera           | Gran sala, jaciment arqueològic                                                 | Caudiel 39° 59′ 06″ N, 0° 32′ 44″ O / 39.985125°N,0.545455°O                                                 | CCCV-24 | {{ca\|Avenc de la Higuera (Caudiel)}} · {{WLE-AD-ES\|CCCV-24}} · {{Object location dec\|39.985125\|-0.545455\|region:ES-VC_type:landmark_source:cawiki}} · [[Categoria:Caves of the Land of Valencia]]                 |
| Avenc de la Pinosa            | Interès espeleobotànic                                                          | La Font de la Reina 40° 02′ 36″ N, 0° 36′ 37″ O / 40.043230°N,0.610178°O                                     | CCCV-25 | {{ca\|Avenc de la Pinosa (la Font de la Reina)}} · {{WLE-AD-ES\|CCCV-25}} · {{Object location dec\|40.043230\|-0.610178\|region:ES-VC_type:landmark_source:cawiki}} · [[Categoria:Caves of the Land of Valencia]]      |
| Cova del Toro                 | Surgència, mineralitzacions, fauna troglòbia                                    | Alcúdia de Veo 39° 54′ 45″ N, 0° 21′ 22″ O / 39.912498°N,0.356204°O                                          | CCCV-26 | {{ca\|Cova del Toro (Alcúdia de Veo)}} · {{WLE-AD-ES\|CCCV-26}} · {{Object location dec\|39.912498\|-0.356204\|region:ES-VC_type:landmark_source:cawiki}} · [[Categoria:Caves of the Land of Valencia]]                |
| La Covatilla                  | Antiga surgència, quiròpters, fauna troglòbia                                   | Aín 39° 54′ 04″ N, 0° 20′ 10″ O / 39.900987°N,0.336175°O                                                     | CCCV-27 | {{ca\|La Covatilla (Aín)}} · {{WLE-AD-ES\|CCCV-27}} · {{Object location dec\|39.900987\|-0.336175\|region:ES-VC_type:landmark_source:cawiki}} · [[Categoria:Caves of the Land of Valencia]]                            |
| Cova de l'Ereta               | Quiròpters, fauna troglòbia, geomorfologia                                      | Aín 39° 54′ 07″ N, 0° 20′ 13″ O / 39.901842°N,0.336998°O                                                     | CCCV-28 | {{ca\|Cova de l'Ereta (Aín)}} · {{WLE-AD-ES\|CCCV-28}} · {{Object location dec\|39.901842\|-0.336998\|region:ES-VC_type:landmark_source:cawiki}} · [[Categoria:Caves of the Land of Valencia]]                         |
| Cova de l'Ondera              | Quiròpters, fauna troglòbia, geomorfologia                                      | Aín 39° 54′ 14″ N, 0° 20′ 45″ O / 39.903829°N,0.345828°O                                                     | CCCV-29 | {{ca\|Cova de l'Ondera (Aín)}} · {{WLE-AD-ES\|CCCV-29}} · {{Object location dec\|39.903829\|-0.345828\|region:ES-VC_type:landmark_source:cawiki}} · [[Categoria:Caves of the Land of Valencia]]                        |
| Cova Matilde                  | Aqüífer, fauna troglòbia                                                        | Eslida 39° 52′ 27″ N, 0° 17′ 57″ O / 39.874250°N,0.299218°O                                                  | CCCV-30 | {{ca\|Cova Matilde (Eslida)}} · {{WLE-AD-ES\|CCCV-30}} · {{Object location dec\|39.874250\|-0.299218\|region:ES-VC_type:landmark_source:cawiki}} · [[Categoria:Caves of the Land of Valencia]]                         |
| Mina Virgen del Amparo        | Semiartificial, sales naturals, geomorfologia                                   | Artana 39° 52′ 14″ N, 0° 15′ 09″ O / 39.870452°N,0.252605°O                                                  | CCCV-31 | {{ca\|Mina Virgen del Amparo (Artana)}} · {{WLE-AD-ES\|CCCV-31}} · {{Object location dec\|39.870452\|-0.252605\|region:ES-VC_type:landmark_source:cawiki}} · [[Categoria:Caves of the Land of Valencia]]               |
| Los Ojos del Prao             | Aqüífer                                                                         | Viver 39° 56′ 13″ N, 0° 36′ 42″ O / 39.936960°N,0.611541°O                                                   | CCCV-32 | {{ca\|Los Ojos del Prao (Viver)}} · {{WLE-AD-ES\|CCCV-32}} · {{Object location dec\|39.936960\|-0.611541\|region:ES-VC_type:landmark_source:cawiki}} · [[Categoria:Caves of the Land of Valencia]]                     |
| Cova Santa                    | Habilitada, santuari                                                            | Altura Santuari de la Cova Santa 39° 50′ 30″ N, 0° 36′ 53″ O / 39.841538°N,0.614853°O                        | CCCV-33 | {{ca\|Cova Santa (Altura)}} · {{WLE-AD-ES\|CCCV-33}} · {{Object location dec\|39.841538\|-0.614853\|region:ES-VC_type:landmark_source:cawiki}} · [[Categoria:Santuario de la Cueva Santa (Altura)]]                    |
| Coves de Sant Josep           | Geomorfologia subterrània, habilitada, jaciment arqueològic, pintures rupestres | La Vall d'Uixó 39° 49′ 28″ N, 0° 15′ 08″ O / 39.824499°N,0.252101°O                                          | CCCV-34 | {{ca\|Coves de Sant Josep (la Vall d'Uixó)}} · {{WLE-AD-ES\|CCCV-34}} · {{Object location dec\|39.824499\|-0.252101\|region:ES-VC_type:landmark_source:cawiki}} · [[Categoria:Coves de Sant Josep]]                    |
| Forat del Falcó               | Quiròpters                                                                      | Xodos 40° 13′ 31″ N, 0° 19′ 18″ O / 40.225181°N,0.321750°O                                                   | CCCV-35 | {{ca\|Forat del Falcó (Xodos)}} · {{WLE-AD-ES\|CCCV-35}} · {{Object location dec\|40.225181\|-0.321750\|region:ES-VC_type:landmark_source:cawiki}} · [[Categoria:Caves of the Land of Valencia]]                       |
| Avenc Posos                   | Geomorfologia, aigua                                                            | Assuévar 40° 13′ 31″ N, 0° 19′ 18″ O / 40.225181°N,0.321750°O                                                | CCCV-36 | {{ca\|Avenc Posos (Assuévar)}} · {{WLE-AD-ES\|CCCV-36}} · {{Object location dec\|40.225181\|-0.321750\|region:ES-VC_type:landmark_source:cawiki}} · [[Categoria:Caves of the Land of Valencia]]                        |
| Molí de la Font               | Artificial, font, quiròpters                                                    | Castelló de la Plana Ermita de Sant Francesc de la Font 40° 01′ 16″ N, 0° 00′ 02″ E / 40.021043°N,0.000676°E | CCCV-37 | {{ca\|Molí de la Font (Castelló de la Plana)}} · {{WLE-AD-ES\|CCCV-37}} · {{Object location dec\|40.021043\|0.000676\|region:ES-VC_type:landmark_source:cawiki}} · [[Categoria:Caves of the Land of Valencia]]         |

## Província de València
| Nom                                        | Característiques                                                         | Localització                                                                            | Codi     | Imatge |
| ------------------------------------------ | ------------------------------------------------------------------------ | --------------------------------------------------------------------------------------- | -------- | --- |
| Cova del Nacimiento                        | Surgència, geomorfologia subterrània                                     | Castellfabib 40° 07′ 59″ N, 1° 26′ 13″ O / 40.133015°N,1.436811°O                       | CCCV-38  | {{ca\|Cova del Nacimiento (Castellfabib)}} · {{WLE-AD-ES\|CCCV-38}} · {{Object location dec\|40.133015\|-1.436811\|region:ES-VC_type:landmark_source:cawiki}} · [[Categoria:Caves of the Land of Valencia]]                   |
| Cova de la Fuente de la Plata              | Surgència, geomorfologia subterrània                                     | Castellfabib 40° 07′ 37″ N, 1° 26′ 42″ O / 40.126820°N,1.445063°O                       | CCCV-39  | {{ca\|Cova de la Fuente de la Plata (Castellfabib)}} · {{WLE-AD-ES\|CCCV-39}} · {{Object location dec\|40.126820\|-1.445063\|region:ES-VC_type:landmark_source:cawiki}} · [[Categoria:Caves of the Land of Valencia]]         |
| Avenc de la Loma o Cova del Frontón        | Flora singular                                                           | Castellfabib 40° 08′ 06″ N, 1° 26′ 55″ O / 40.134974°N,1.448504°O                       | CCCV-40  | {{ca\|Avenc de la Loma (Castellfabib)}} · {{WLE-AD-ES\|CCCV-40}} · {{Object location dec\|40.134974\|-1.448504\|region:ES-VC_type:landmark_source:cawiki}} · [[Categoria:Caves of the Land of Valencia]]                      |
| Túnel d'Arguines                           | Habilitat per a ús intensiu                                              | Sogorb 39° 46′ 13″ N, 0° 24′ 22″ O / 39.770392°N,0.406013°O                             | CCCV-41  | {{ca\|Túnel d'Arguines (Sogorb)}} · {{WLE-AD-ES\|CCCV-41}} · {{Object location dec\|39.770392\|-0.406013\|region:ES-VC_type:landmark_source:cawiki}} · [[Categoria:Caves of the Land of Valencia]]                            |
| Cova del Cavall                            | Geomorfologia subterrània                                                | Olocau 39° 42′ 00″ N, 0° 31′ 31″ O / 39.699982°N,0.525191°O                             | CCCV-42  | {{ca\|Cova del Cavall (Olocau)}} · {{WLE-AD-ES\|CCCV-42}} · {{Object location dec\|39.699982\|-0.525191\|region:ES-VC_type:landmark_source:cawiki}} · [[Categoria:Caves of the Land of Valencia]]                             |
| Cova del Sardiner                          | Quiròpters                                                               | Sagunt 39° 42′ 37″ N, 0° 16′ 24″ O / 39.710256°N,0.273409°O                             | CCCV-43  | {{ca\|Cova del Sardiner (Sagunt)}} · {{WLE-AD-ES\|CCCV-43}} · {{Object location dec\|39.710256\|-0.273409\|region:ES-VC_type:landmark_source:cawiki}} · [[Categoria:Caves of the Land of Valencia]]                           |
| Cova Soterranya                            | Geomorfologia, quiròpters, fauna troglòbia, jaciment arqueològic         | Serra 39° 41′ 01″ N, 0° 29′ 24″ O / 39.683523°N,0.490136°O                              | CCCV-44  | {{ca\|Cova Soterranya (Serra)}} · {{WLE-AD-ES\|CCCV-44}} · {{Object location dec\|39.683523\|-0.490136\|region:ES-VC_type:landmark_source:cawiki}} · [[Categoria:Caves of the Land of Valencia]]                              |
| Avenc del Puntal de Mateu                  | Boca, diversos avencs i una galeria                                      | Nàquera 39° 39′ 45″ N, 0° 24′ 22″ O / 39.662554°N,0.406101°O                            | CCCV-45  | {{ca\|Avenc del Puntal de Mateu (Nàquera)}} · {{WLE-AD-ES\|CCCV-45}} · {{Object location dec\|39.662554\|-0.406101\|region:ES-VC_type:landmark_source:cawiki}} · [[Categoria:Caves of the Land of Valencia]]                  |
| Cova del Gall                              |                                                                          | Godella 39° 32′ 35″ N, 0° 25′ 42″ O / 39.542975°N,0.428411°O                            | CCCV-46  | {{ca\|Cova del Gall (Godella)}} · {{WLE-AD-ES\|CCCV-46}} · {{Object location dec\|39.542975\|-0.428411\|region:ES-VC_type:landmark_source:cawiki}} · [[Categoria:Caves of the Land of Valencia]]                              |
| Pou del Moro                               | Ús intensiu, flora singular                                              | Camporrobles 39° 39′ 57″ N, 1° 24′ 00″ O / 39.665833°N,1.399914°O                       | CCCV-47  | {{ca\|Pou del Moro (Camporrobles)}} · {{WLE-AD-ES\|CCCV-47}} · {{Object location dec\|39.665833\|-1.399914\|region:ES-VC_type:landmark_source:cawiki}} · [[Categoria:Caves of the Land of Valencia]]                          |
| Avenc del Higueral                         | Geomorfologia subterrània                                                | Xestalgar Barranc de Gabaldón 39° 35′ 54″ N, 0° 50′ 36″ O / 39.598267°N,0.843320°O      | CCCV-48  | {{ca\|Avenc del Higueral (Xestalgar)}} · {{WLE-AD-ES\|CCCV-48}} · {{Object location dec\|39.598267\|-0.843320\|region:ES-VC_type:landmark_source:cawiki}} · [[Categoria:Caves of the Land of Valencia]]                       |
| Avenc Colomera                             | Sales, flora singular                                                    | Bugarra 39° 36′ 11″ N, 0° 45′ 25″ O / 39.602938°N,0.756993°O                            | CCCV-49  | {{ca\|Avenc Colomera (Bugarra)}} · {{WLE-AD-ES\|CCCV-49}} · {{Object location dec\|39.602938\|-0.756993\|region:ES-VC_type:landmark_source:cawiki}} · [[Categoria:Caves of the Land of Valencia]]                             |
| Conjunt de cavitats de Las Pedrizas        | Dipòsits                                                                 | Vilamarxant 39° 32′ 00″ N, 0° 37′ 29″ O / 39.533316°N,0.624639°O                        | CCCV-50  | {{ca\|Conjunt de cavitats de Las Pedrizas (Vilamarxant)}} · {{WLE-AD-ES\|CCCV-50}} · {{Object location dec\|39.533316\|-0.624639\|region:ES-VC_type:landmark_source:cawiki}} · [[Categoria:Caves of the Land of Valencia]]    |
| Avenc de Las Palomas                       | Flora singular                                                           | Xiva 39° 32′ 23″ N, 0° 54′ 26″ O / 39.539794°N,0.907150°O                               | CCCV-51  | {{ca\|Avenc de Las Palomas (Xiva)}} · {{WLE-AD-ES\|CCCV-51}} · {{Object location dec\|39.539794\|-0.907150\|region:ES-VC_type:landmark_source:cawiki}} · [[Categoria:Caves of the Land of Valencia]]                          |
| Cova del Barranco Hondo                    | Quiròpters                                                               | Xest 39° 31′ 25″ N, 0° 43′ 29″ O / 39.523653°N,0.724630°O                               | CCCV-52  | {{ca\|Cova del Barranco Hondo (Xest)}} · {{WLE-AD-ES\|CCCV-52}} · {{Object location dec\|39.523653\|-0.724630\|region:ES-VC_type:landmark_source:cawiki}} · [[Categoria:Caves of the Land of Valencia]]                       |
| Túnel de Carcalín I-II                     | Geomorfologia, quiròpters                                                | Bunyol 39° 24′ 58″ N, 0° 48′ 19″ O / 39.416212°N,0.805383°O                             | CCCV-53  | {{ca\|Túnel de Carcalín (Bunyol)}} · {{WLE-AD-ES\|CCCV-53}} · {{Object location dec\|39.416212\|-0.805383\|region:ES-VC_type:landmark_source:cawiki}} · [[Categoria:Caves of the Land of Valencia]]                           |
| Avenc del Alto de Don Pedro                | Quiròpters                                                               | Macastre 39° 19′ 52″ N, 0° 47′ 57″ O / 39.331174°N,0.799298°O                           | CCCV-54  | {{ca\|Avenc del Alto de Don Pedro (Macastre)}} · {{WLE-AD-ES\|CCCV-54}} · {{Object location dec\|39.331174\|-0.799298\|region:ES-VC_type:landmark_source:cawiki}} · [[Categoria:Caves of the Land of Valencia]]               |
| Cova de la Pedriza                         | Geomorfologia subterrània                                                | Requena 39° 34′ 10″ N, 1° 03′ 13″ O / 39.569551°N,1.053734°O                            | CCCV-55  | {{ca\|Cova de la Pedriza (Requena)}} · {{WLE-AD-ES\|CCCV-55}} · {{Object location dec\|39.569551\|-1.053734\|region:ES-VC_type:landmark_source:cawiki}} · [[Categoria:Caves of the Land of Valencia]]                         |
| Cova del Crisuel                           | Dipòsit litoquímic                                                       | Requena 39° 21′ 17″ N, 1° 01′ 30″ O / 39.354638°N,1.024909°O                            | CCCV-56  | {{ca\|Cova del Crisuel (Requena)}} · {{WLE-AD-ES\|CCCV-56}} · {{Object location dec\|39.354638\|-1.024909\|region:ES-VC_type:landmark_source:cawiki}} · [[Categoria:Caves of the Land of Valencia]]                           |
| Sima de l'Àguila                           | Quiròpters                                                               | Picassent 39° 19′ 31″ N, 0° 31′ 29″ O / 39.325247°N,0.524623°O                          | CCCV-57  | {{ca\|Sima de l'Àguila (Picassent)}} · {{WLE-AD-ES\|CCCV-57}} · {{Object location dec\|39.325247\|-0.524623\|region:ES-VC_type:landmark_source:cawiki}} · [[Categoria:Caves of the Land of Valencia]]                         |
| Cova de les Meravelles                     | Quiròpters, fauna troglòbia                                              | Llombai Barranc de Pilotes 39° 18′ 55″ N, 0° 35′ 05″ O / 39.315143°N,0.584737°O         | CCCV-58  | {{ca\|Cova de les Meravelles (Llombai)}} · {{WLE-AD-ES\|CCCV-58}} · {{Object location dec\|39.315143\|-0.584737\|region:ES-VC_type:landmark_source:cawiki}} · [[Categoria:Caves of the Land of Valencia]]                     |
| Cova de Las Maravillas                     | Geomorfologia subterrània                                                | Dosaigües 39° 15′ 33″ N, 0° 44′ 24″ O / 39.259175°N,0.739892°O                          | CCCV-59  | {{ca\|Cova de Las Maravillas (Dosaigües)}} · {{WLE-AD-ES\|CCCV-59}} · {{Object location dec\|39.259175\|-0.739892\|region:ES-VC_type:landmark_source:cawiki}} · [[Categoria:Caves of the Land of Valencia]]                   |
| Cova Dones                                 | Geomorfologia subterrània                                                | Millars Rambla del Zapatero 39° 10′ 33″ N, 0° 46′ 06″ O / 39.175844°N,0.768238°O        | CCCV-60  | {{ca\|Cova Dones (Millars)}} · {{WLE-AD-ES\|CCCV-60}} · {{Object location dec\|39.175844\|-0.768238\|region:ES-VC_type:landmark_source:cawiki}} · [[Categoria:Caves of the Land of Valencia]]                                 |
| Cova de Los Arroces                        | Geomorfologia subterrània                                                | Quesa Riu Escalona 39° 07′ 32″ N, 0° 43′ 08″ O / 39.125603°N,0.718792°O                 | CCCV-61  | {{ca\|Cova de Los Arroces (Quesa)}} · {{WLE-AD-ES\|CCCV-61}} · {{Object location dec\|39.125603\|-0.718792\|region:ES-VC_type:landmark_source:cawiki}} · [[Categoria:Caves of the Land of Valencia]]                          |
| Cova de la Moneda                          | Quiròpters                                                               | Cotes Barranc de la Pineda 39° 03′ 26″ N, 0° 36′ 49″ O / 39.057289°N,0.613716°O         | CCCV-62  | {{ca\|Cova de la Moneda (Cotes)}} · {{WLE-AD-ES\|CCCV-62}} · {{Object location dec\|39.057289\|-0.613716\|region:ES-VC_type:landmark_source:cawiki}} · [[Categoria:Caves of the Land of Valencia]]                            |
| Cova de les Graelles                       | Gran galeria, geomorfologia, flora singular, quiròpters, fauna troglòbia | Tous 39° 06′ 50″ N, 0° 40′ 01″ O / 39.113955°N,0.666900°O                               | CCCV-63  | {{ca\|Cova de les Graelles (Tous)}} · {{WLE-AD-ES\|CCCV-63}} · {{Object location dec\|39.113955\|-0.666900\|region:ES-VC_type:landmark_source:cawiki}} · [[Categoria:Caves of the Land of Valencia]]                          |
| Avenc del Campillo                         | Gran sala, geomorfologia, quiròpters, fauna troglòbia                    | Tous 39° 13′ 33″ N, 0° 40′ 42″ O / 39.225789°N,0.678240°O                               | CCCV-64  | {{ca\|Avenc del Campillo (Tous)}} · {{WLE-AD-ES\|CCCV-64}} · {{Object location dec\|39.225789\|-0.678240\|region:ES-VC_type:landmark_source:cawiki}} · [[Categoria:Caves of the Land of Valencia]]                            |
| Avenc de la Llenca del Serrano             | Gran sala, geomorfologia subterrània                                     | Tous 39° 13′ 06″ N, 0° 40′ 09″ O / 39.218318°N,0.669105°O                               | CCCV-65  | {{ca\|Avenc de la Llenca del Serrano (Tous)}} · {{WLE-AD-ES\|CCCV-65}} · {{Object location dec\|39.218318\|-0.669105\|region:ES-VC_type:landmark_source:cawiki}} · [[Categoria:Caves of the Land of Valencia]]                |
| Cova del Tortero                           | Dipòsits                                                                 | Tous 39° 10′ 25″ N, 0° 38′ 40″ O / 39.173678°N,0.644538°O                               | CCCV-66  | {{ca\|Cova del Tortero (Tous)}} · {{WLE-AD-ES\|CCCV-66}} · {{Object location dec\|39.173678\|-0.644538\|region:ES-VC_type:landmark_source:cawiki}} · [[Categoria:Caves of the Land of Valencia]]                              |
| Cova del Dragut                            | Dipòsits                                                                 | Cullera 39° 11′ 40″ N, 0° 38′ 46″ O / 39.194432°N,0.646160°O                            | CCCV-67  | {{ca\|Cova del Dragut (Cullera)}} · {{WLE-AD-ES\|CCCV-67}} · {{Object location dec\|39.194432\|-0.646160\|region:ES-VC_type:landmark_source:cawiki}} · [[Categoria:Caves of the Land of Valencia]]                            |
| Cova de les Meravelles                     | Quiròpters, fauna troglòbia                                              | Alzira 39° 07′ 28″ N, 0° 25′ 29″ O / 39.124402°N,0.424644°O                             | CCCV-68  | {{ca\|Cova de les Meravelles (Alzira)}} · {{WLE-AD-ES\|CCCV-68}} · {{Object location dec\|39.124402\|-0.424644\|region:ES-VC_type:landmark_source:cawiki}} · [[Categoria:Caves of the Land of Valencia]]                      |
| Cova Blanca                                | Llac, geomorfologia subterrània                                          | Corbera 39° 09′ 34″ N, 0° 21′ 54″ O / 39.159579°N,0.364963°O                            | CCCV-69  | {{ca\|Cova Blanca (Corbera)}} · {{WLE-AD-ES\|CCCV-69}} · {{Object location dec\|39.159579\|-0.364963\|region:ES-VC_type:landmark_source:cawiki}} · [[Categoria:Caves of the Land of Valencia]]                                |
| Cova de les Ratetes                        | Quiròpters                                                               | Corbera 39° 08′ 52″ N, 0° 21′ 31″ O / 39.147764°N,0.358735°O                            | CCCV-70  | {{ca\|Cova de les Ratetes (Corbera)}} · {{WLE-AD-ES\|CCCV-70}} · {{Object location dec\|39.147764\|-0.358735\|region:ES-VC_type:landmark_source:cawiki}} · [[Categoria:Caves of the Land of Valencia]]                        |
| Cova de l'Aigua                            | Quiròpters                                                               | Carcaixent i Simat de la Valldigna 39° 04′ 36″ N, 0° 21′ 53″ O / 39.076686°N,0.364584°O | CCCV-71  | {{ca\|Cova de l'Aigua (Carcaixent i Simat de la Valldigna)}} · {{WLE-AD-ES\|CCCV-71}} · {{Object location dec\|39.076686\|-0.364584\|region:ES-VC_type:landmark_source:cawiki}} · [[Categoria:Caves of the Land of Valencia]] |
| Sima del Toro                              | Flora singular                                                           | Simat de la Valldigna 39° 02′ 30″ N, 0° 19′ 27″ O / 39.041533°N,0.324303°O              | CCCV-72  | {{ca\|Sima del Toro (Simat de la Valldigna)}} · {{WLE-AD-ES\|CCCV-72}} · {{Object location dec\|39.041533\|-0.324303\|region:ES-VC_type:landmark_source:cawiki}} · [[Categoria:Caves of the Land of Valencia]]                |
| Cova de Planxa                             | Fauna troglòbia                                                          | Simat de la Valldigna 39° 02′ 56″ N, 0° 19′ 31″ O / 39.048761°N,0.325185°O              | CCCV-73  | {{ca\|Cova de Planxa (Simat de la Valldigna)}} · {{WLE-AD-ES\|CCCV-73}} · {{Object location dec\|39.048761\|-0.325185\|region:ES-VC_type:landmark_source:cawiki}} · [[Categoria:Caves of the Land of Valencia]]               |
| Cova del Bolomor                           | Dipòsits                                                                 | Tavernes de la Valldigna 39° 03′ 41″ N, 0° 14′ 59″ O / 39.061416°N,0.249596°O           | CCCV-74  | {{ca\|Cova del Bolomor (Tavernes de la Valldigna)}} · {{WLE-AD-ES\|CCCV-74}} · {{Object location dec\|39.061416\|-0.249596\|region:ES-VC_type:landmark_source:cawiki}} · [[Categoria:Caves of the Land of Valencia]]          |
| Cova dels Orgues                           | Dipòsits                                                                 | Gandia 38° 59′ 51″ N, 0° 12′ 30″ O / 38.997369°N,0.208208°O                             | CCCV-75  | {{ca\|Cova dels Orgues (Gandia)}} · {{WLE-AD-ES\|CCCV-75}} · {{Object location dec\|38.997369\|-0.208208\|region:ES-VC_type:landmark_source:cawiki}} · [[Categoria:Caves of the Land of Valencia]]                            |
| Cova Xurra                                 | Quiròpters                                                               | Gandia 38° 58′ 24″ N, 0° 12′ 55″ O / 38.973344°N,0.215388°O                             | CCCV-76  | {{ca\|Cova Xurra (Gandia)}} · {{WLE-AD-ES\|CCCV-76}} · {{Object location dec\|38.973344\|-0.215388\|region:ES-VC_type:landmark_source:cawiki}} · [[Categoria:Caves of the Land of Valencia]]                                  |
| Cova de l'Autopista                        | Geomorfologia subterrània                                                | El Real de Gandia 38° 57′ 08″ N, 0° 12′ 07″ O / 38.952173°N,0.201907°O                  | CCCV-77  | {{ca\|Cova de l'Autopista (el Real de Gandia)}} · {{WLE-AD-ES\|CCCV-77}} · {{Object location dec\|38.952173\|-0.201907\|region:ES-VC_type:landmark_source:cawiki}} · [[Categoria:Caves of the Land of Valencia]]              |
| Avenc de la Donzella                       | Surgència, geomorfologia subterrània                                     | Barx 39° 01′ 17″ N, 0° 18′ 44″ O / 39.021439°N,0.312357°O                               | CCCV-78  | {{ca\|Avenc de la Donzella (Barx)}} · {{WLE-AD-ES\|CCCV-78}} · {{Object location dec\|39.021439\|-0.312357\|region:ES-VC_type:landmark_source:cawiki}} · [[Categoria:Caves of the Land of Valencia]]                          |
| Sima Pilar                                 | Desnivell topogràfic                                                     | Barx 38° 59′ 58″ N, 0° 17′ 49″ O / 38.999462°N,0.297025°O                               | CCCV-79  | {{ca\|Sima Pilar (Barx)}} · {{WLE-AD-ES\|CCCV-79}} · {{Object location dec\|38.999462\|-0.297025\|region:ES-VC_type:landmark_source:cawiki}} · [[Categoria:Caves of the Land of Valencia]]                                    |
| Sima de Pablo Puchol                       | Desnivell topogràfic                                                     | Barx 38° 59′ 58″ N, 0° 17′ 58″ O / 38.999516°N,0.299332°O                               | CCCV-80  | {{ca\|Sima de Pablo Puchol (Barx)}} · {{WLE-AD-ES\|CCCV-80}} · {{Object location dec\|38.999516\|-0.299332\|region:ES-VC_type:landmark_source:cawiki}} · [[Categoria:Caves of the Land of Valencia]]                          |
| Sima Aldaia                                | Desnivell topogràfic                                                     | Barx 38° 59′ 56″ N, 0° 17′ 42″ O / 38.998870°N,0.295054°O                               | CCCV-81  | {{ca\|Sima Aldaia (Barx)}} · {{WLE-AD-ES\|CCCV-81}} · {{Object location dec\|38.998870\|-0.295054\|region:ES-VC_type:landmark_source:cawiki}} · [[Categoria:Caves of the Land of Valencia]]                                   |
| Avenc del Simarró                          | Flora singular                                                           | Barx 38° 59′ 55″ N, 0° 17′ 37″ O / 38.998482°N,0.293599°O                               | CCCV-82  | {{ca\|Avenc del Simarró (Barx)}} · {{WLE-AD-ES\|CCCV-82}} · {{Object location dec\|38.998482\|-0.293599\|region:ES-VC_type:landmark_source:cawiki}} · [[Categoria:Caves of the Land of Valencia]]                             |
| Cova de les Rates Penades                  | Quiròpters                                                               | Ròtova 38° 55′ 58″ N, 0° 16′ 27″ O / 38.932718°N,0.274295°O                             | CCCV-83  | {{ca\|Cova de les Rates Penades (Ròtova)}} · {{WLE-AD-ES\|CCCV-83}} · {{Object location dec\|38.932718\|-0.274295\|region:ES-VC_type:landmark_source:cawiki}} · [[Categoria:Caves of the Land of Valencia]]                   |
| Avenc de Quatretonda                       | Grans sales, geomorfologia subterrània                                   | Quatretonda 38° 58′ 07″ N, 0° 21′ 46″ O / 38.968536°N,0.362829°O                        | CCCV-84  | {{ca\|Avenc de Quatretonda (Quatretonda)}} · {{WLE-AD-ES\|CCCV-84}} · {{Object location dec\|38.968536\|-0.362829\|region:ES-VC_type:landmark_source:cawiki}} · [[Categoria:Caves of the Land of Valencia]]                   |
| Cova de l'Aigua                            | Aigua, geomorfologia subterrània                                         | Quatretonda 38° 58′ 26″ N, 0° 21′ 41″ O / 38.973911°N,0.361476°O                        | CCCV-85  | {{ca\|Cova de l'Aigua (Quatretonda)}} · {{WLE-AD-ES\|CCCV-85}} · {{Object location dec\|38.973911\|-0.361476\|region:ES-VC_type:landmark_source:cawiki}} · [[Categoria:Caves of the Land of Valencia]]                        |
| Sima Sancho                                | Flora singular                                                           | Pinet 38° 59′ 47″ N, 0° 17′ 34″ O / 38.996413°N,0.292875°O                              | CCCV-86  | {{ca\|Sima Sancho (Pinet)}} · {{WLE-AD-ES\|CCCV-86}} · {{Object location dec\|38.996413\|-0.292875\|region:ES-VC_type:landmark_source:cawiki}} · [[Categoria:Caves of the Land of Valencia]]                                  |
| Avenc Llengua de Cérvol                    | Flora singular                                                           | Vilallonga 38° 52′ 12″ N, 0° 13′ 00″ O / 38.870038°N,0.216547°O                         | CCCV-87  | {{ca\|Avenc Llengua de Cérvol (Vilallonga)}} · {{WLE-AD-ES\|CCCV-87}} · {{Object location dec\|38.870038\|-0.216547\|region:ES-VC_type:landmark_source:cawiki}} · [[Categoria:Caves of the Land of Valencia]]                 |
| Sima Blanca                                | Presència d'aigua                                                        | La Font d'en Carròs 38° 54′ 48″ N, 0° 09′ 30″ O / 38.913275°N,0.158297°O                | CCCV-88  | {{ca\|Sima Blanca (la Font d'en Carròs)}} · {{WLE-AD-ES\|CCCV-88}} · {{Object location dec\|38.913275\|-0.158297\|region:ES-VC_type:landmark_source:cawiki}} · [[Categoria:Caves of the Land of Valencia]]                    |
| Túnel dels Sumidors                        | Riu subterrani, dipòsits, geomorfologia, fauna troglòbia                 | Vallada 38° 52′ 51″ N, 0° 41′ 23″ O / 38.880862°N,0.689808°O                            | CCCV-89  | {{ca\|Túnel dels Sumidors (Vallada)}} · {{WLE-AD-ES\|CCCV-89}} · {{Object location dec\|38.880862\|-0.689808\|region:ES-VC_type:landmark_source:cawiki}} · [[Categoria:Caves of the Land of Valencia]]                        |
| Cova dels Mosseguellos                     | Quiròpters                                                               | Vallada Barranc de Boguella 38° 54′ 14″ N, 0° 44′ 14″ O / 38.903903°N,0.737169°O        | CCCV-90  | {{ca\|Cova dels Mosseguellos (Vallada)}} · {{WLE-AD-ES\|CCCV-90}} · {{Object location dec\|38.903903\|-0.737169\|region:ES-VC_type:landmark_source:cawiki}} · [[Categoria:Caves of the Land of Valencia]]                     |
| Sima Castell o Sima Torres                 | Geomorfologia subterrània                                                | Moixent 38° 52′ 20″ N, 0° 45′ 13″ O / 38.872194°N,0.753480°O                            | CCCV-91  | {{ca\|Sima Castell (Moixent)}} · {{WLE-AD-ES\|CCCV-91}} · {{Object location dec\|38.872194\|-0.753480\|region:ES-VC_type:landmark_source:cawiki}} · [[Categoria:Caves of the Land of Valencia]]                               |
| Cova Pates                                 | Geomorfologia subterrània                                                | Moixent 38° 52′ 21″ N, 0° 43′ 14″ O / 38.872483°N,0.720565°O                            | CCCV-92  | {{ca\|Cova Pates (Moixent)}} · {{WLE-AD-ES\|CCCV-92}} · {{Object location dec\|38.872483\|-0.720565\|region:ES-VC_type:landmark_source:cawiki}} · [[Categoria:Caves of the Land of Valencia]]                                 |
| Sima de la Caseta de Damiano               | Geomorfologia subterrània                                                | Moixent 38° 53′ 21″ N, 0° 47′ 15″ O / 38.889062°N,0.787534°O                            | CCCV-93  | {{ca\|Sima de la Caseta de Damiano (Moixent)}} · {{WLE-AD-ES\|CCCV-93}} · {{Object location dec\|38.889062\|-0.787534\|region:ES-VC_type:landmark_source:cawiki}} · [[Categoria:Caves of the Land of Valencia]]               |
| Cova Santa                                 | Geomorfologia subterrània                                                | Font de la Figuera 38° 48′ 17″ N, 0° 53′ 58″ O / 38.8047°N,0.8995°O                     | CCCV-94  | {{ca\|Cova Santa (Font de la Figuera)}} · {{WLE-AD-ES\|CCCV-94}} · {{Object location dec\|38.8047\|-0.8995\|region:ES-VC_type:landmark_source:cawiki}} · [[Categoria:Caves of the Land of Valencia]]                          |
| Túnel de Canals                            | Semiartificial, quiròpters                                               | Canals 38° 55′ 38″ N, 0° 34′ 35″ O / 38.927302°N,0.576314°O                             | CCCV-95  | {{ca\|Túnel de Canals (Canals)}} · {{WLE-AD-ES\|CCCV-95}} · {{Object location dec\|38.927302\|-0.576314\|region:ES-VC_type:landmark_source:cawiki}} · [[Categoria:Caves of the Land of Valencia]]                             |
| Cavitats de la Hoya de Agrás               | Geomorfologia subterrània                                                | Cofrents 39° 14′ 27″ N, 1° 03′ 54″ O / 39.2409°N,1.0650°O                               | CCCV-96  | {{ca\|Cavitats de la Hoya de Agrás (Cofrents)}} · {{WLE-AD-ES\|CCCV-96}} · {{Object location dec\|39.2409\|-1.0650\|region:ES-VC_type:landmark_source:cawiki}} · [[Categoria:Caves of the Land of Valencia]]                  |
| Cova Hermosa i Cova del Alba               | Geomorfologia subterrània, quiròpters                                    | Cortes de Pallars 39° 15′ 57″ N, 1° 01′ 20″ O / 39.265717°N,1.022102°O                  | CCCV-97  | {{ca\|Cova Hermosa i Cova del Alba (Cortes de Pallars)}} · {{WLE-AD-ES\|CCCV-97}} · {{Object location dec\|39.265717\|-1.022102\|region:ES-VC_type:landmark_source:cawiki}} · [[Categoria:Caves of the Land of Valencia]]     |
| Cova de Don Juan                           | Habilitada, geomorfologia subterrània                                    | Xalans 39° 11′ 00″ N, 1° 08′ 35″ O / 39.183406°N,1.143022°O                             | CCCV-98  | {{ca\|Cova de Don Juan (Xalans)}} · {{WLE-AD-ES\|CCCV-98}} · {{Object location dec\|39.183406\|-1.143022\|region:ES-VC_type:landmark_source:cawiki}} · [[Categoria:Caves of the Land of Valencia]]                            |
| Cova del Lago                              | Llac subterrani                                                          | Aiora 39° 04′ 56″ N, 1° 13′ 40″ O / 39.0822°N,1.2277°O                                  | CCCV-99  | {{ca\|Cova del Lago (Aiora)}} · {{WLE-AD-ES\|CCCV-99}} · {{Object location dec\|39.0822\|-1.2277\|region:ES-VC_type:landmark_source:cawiki}} · [[Categoria:Caves of the Land of Valencia]]                                    |
| Cova Negra                                 | Geomorfologia subterrània, quiròpters                                    | Aiora 39° 04′ 26″ N, 1° 12′ 32″ O / 39.073992°N,1.208860°O                              | CCCV-100 | {{ca\|Cova Negra (Aiora)}} · {{WLE-AD-ES\|CCCV-100}} · {{Object location dec\|39.073992\|-1.208860\|region:ES-VC_type:landmark_source:cawiki}} · [[Categoria:Caves of the Land of Valencia]]                                  |
| Cova de la Sarsa                           | Fauna troglòbia                                                          | Bocairent 39° 04′ 26″ N, 1° 12′ 32″ O / 39.073992°N,1.208860°O                          | CCCV-101 | {{ca\|Cova de la Sarsa (Bocairent)}} · {{WLE-AD-ES\|CCCV-101}} · {{Object location dec\|39.073992\|-1.208860\|region:ES-VC_type:landmark_source:cawiki}} · [[Categoria:Caves of the Land of Valencia]]                        |
| Cova de l'Alt del Pi o Cova de les Aranyes | Fauna troglòbia                                                          | Serra 39° 41′ 31″ N, 0° 23′ 59″ O / 39.691876°N,0.399628°O                              | CCCV-102 | {{ca\|Cova de l'Alt del Pi (Serra)}} · {{WLE-AD-ES\|CCCV-102}} · {{Object location dec\|39.691876\|-0.399628\|region:ES-VC_type:landmark_source:cawiki}} · [[Categoria:Caves of the Land of Valencia]]                        |
| Avenc del Palmeral                         | Quiròpters                                                               | Pedralba Barranc del Palmeral 39° 36′ 43″ N, 0° 42′ 36″ O / 39.611933°N,0.710113°O      | CCCV-103 | {{ca\|Avenc del Palmeral (Pedralba)}} · {{WLE-AD-ES\|CCCV-103}} · {{Object location dec\|39.611933\|-0.710113\|region:ES-VC_type:landmark_source:cawiki}} · [[Categoria:Caves of the Land of Valencia]]                       |
| Pla de Simes                               | Quiròpters                                                               | Ontinyent 38° 46′ 23″ N, 0° 42′ 22″ O / 38.773023°N,0.706088°O                          | CCCV-104 | {{ca\|Pla de Simes (Ontinyent)}} · {{WLE-AD-ES\|CCCV-104}} · {{Object location dec\|38.773023\|-0.706088\|region:ES-VC_type:landmark_source:cawiki}} · [[Categoria:Caves of the Land of Valencia]]                            |
| Cova del Forat o Cova de l'Aigua           | Fauna troglòbia                                                          | Barx 39° 00′ 50″ N, 0° 16′ 45″ O / 39.014001°N,0.279150°O                               | CCCV-105 | {{ca\|Cova del Forat (Barx)}} · {{WLE-AD-ES\|CCCV-105}} · {{Object location dec\|39.014001\|-0.279150\|region:ES-VC_type:landmark_source:cawiki}} · [[Categoria:Caves of the Land of Valencia]]                               |

## Província d'Alacant
| Nom                                | Característiques                                      | Localització                                                                           | Codi     | Imatge |
| ---------------------------------- | ----------------------------------------------------- | -------------------------------------------------------------------------------------- | -------- | --- |
| Avenc Ample                        | Grans sales i conductes, flora singular               | La Vall d'Ebo 38° 48′ 46″ N, 0° 08′ 05″ O / 38.8127°N,0.1346°O                         | CCCV-106 | {{ca\|Avenc Ample (la Vall d'Ebo)}} · {{WLE-AD-ES\|CCCV-106}} · {{Object location dec\|38.8127\|-0.1346\|region:ES-VC_type:landmark_source:cawiki}} · [[Categoria:Caves of the Land of Valencia]]               |
| Avenc del Mig                      | Grans sales i conductes                               | La Vall d'Ebo Barranc de la Canal 38° 49′ 08″ N, 0° 08′ 40″ O / 38.818808°N,0.144392°O | CCCV-107 | {{ca\|Avenc del Mig (la Vall d'Ebo)}} · {{WLE-AD-ES\|CCCV-107}} · {{Object location dec\|38.818808\|-0.144392\|region:ES-VC_type:landmark_source:cawiki}} · [[Categoria:Caves of the Land of Valencia]]         |
| Avenc Estret                       | Grans sales i conductes, flora singular               | La Vall d'Ebo Barranc de la Canal 38° 49′ 09″ N, 0° 08′ 37″ O / 38.8192°N,0.1436°O     | CCCV-108 | {{ca\|Avenc Estret (la Vall d'Ebo)}} · {{WLE-AD-ES\|CCCV-108}} · {{Object location dec\|38.8192\|-0.1436\|region:ES-VC_type:landmark_source:cawiki}} · [[Categoria:Caves of the Land of Valencia]]              |
| Cova del Rull                      | Geomorfologia, habilitada                             | La Vall d'Ebo 38° 48′ 40″ N, 0° 10′ 42″ O / 38.8111°N,0.1784°O                         | CCCV-109 | {{ca\|Cova del Rull (la Vall d'Ebo)}} · {{WLE-AD-ES\|CCCV-109}} · {{Object location dec\|38.8111\|-0.1784\|region:ES-VC_type:landmark_source:cawiki}} · [[Categoria:Caves of the Land of Valencia]]             |
| Cova de la Punta de Benimàquia     | Quiròpters, fauna troglòbia                           | Dénia 38° 49′ 18″ N, 0° 03′ 57″ E / 38.821549°N,0.065771°E                             | CCCV-110 | {{ca\|Cova de la Punta de Benimàquia (Dénia)}} · {{WLE-AD-ES\|CCCV-110}} · {{Object location dec\|38.821549\|0.065771\|region:ES-VC_type:landmark_source:cawiki}} · [[Categoria:Caves of the Land of Valencia]] |
| Cova Tallada                       | Aigua, antiga pedrera                                 | Xàbia 38° 48′ 59″ N, 0° 10′ 09″ E / 38.816322°N,0.169055°E                             | CCCV-111 | {{ca\|Cova Tallada (Xàbia)}} · {{WLE-AD-ES\|CCCV-111}} · {{Object location dec\|38.816322\|0.169055\|region:ES-VC_type:landmark_source:cawiki}} · [[Categoria:Cova Tallada]]                                    |
| Cova del Llop Marí                 | Flora singular                                        | Xàbia 38° 43′ 51″ N, 0° 12′ 49″ E / 38.730701°N,0.213721°E                             | CCCV-112 | {{ca\|Cova del Llop Marí (Xàbia)}} · {{WLE-AD-ES\|CCCV-112}} · {{Object location dec\|38.730701\|0.213721\|region:ES-VC_type:landmark_source:cawiki}} · [[Categoria:Caves of the Land of Valencia]]             |
| Cova de les Rates Penades          | Quiròpters, fauna troglòbia                           | Teulada Cap d'Or, Moraira 38° 40′ 56″ N, 0° 08′ 51″ E / 38.682303°N,0.147466°E         | CCCV-113 | {{ca\|Cova de les Rates Penades (Teulada)}} · {{WLE-AD-ES\|CCCV-113}} · {{Object location dec\|38.682303\|0.147466\|region:ES-VC_type:landmark_source:cawiki}} · [[Categoria:Caves of the Land of Valencia]]    |
| Cova del Moraig                    | Penya-segat, accés per mar, geomorfologia subterrània | El Poble Nou de Benitatxell 38° 42′ 27″ N, 0° 09′ 58″ E / 38.707572°N,0.166117°E       | CCCV-114 | {{ca\|Cova del Moraig (el Poble Nou de Benitatxell)}} · {{WLE-AD-ES\|CCCV-114}} · {{Object location dec\|38.707572\|0.166117\|region:ES-VC_type:landmark_source:cawiki}} · [[Categoria:Cova dels Arcs]]         |
| Cova de les Meravelles             | Fauna troglòbia                                       | Xaló 38° 45′ 22″ N, 0° 01′ 27″ O / 38.755989°N,0.024129°O                              | CCCV-115 | {{ca\|Cova de les Meravelles (Xaló)}} · {{WLE-AD-ES\|CCCV-115}} · {{Object location dec\|38.755989\|-0.024129\|region:ES-VC_type:landmark_source:cawiki}} · [[Categoria:Caves of the Land of Valencia]]         |
| Cova del Bolumini                  | Fauna troglòbia                                       | Beniarbeig 38° 49′ 54″ N, 0° 01′ 45″ O / 38.831703°N,0.029032°O                        | CCCV-116 | {{ca\|Cova del Bolumini (Beniarbeig)}} · {{WLE-AD-ES\|CCCV-116}} · {{Object location dec\|38.831703\|-0.029032\|region:ES-VC_type:landmark_source:cawiki}} · [[Categoria:Caves of the Land of Valencia]]        |
| Cova de les Calaveres              | Geomorfologia, flora singular, fauna troglòbia        | Benidoleig 38° 47′ 34″ N, 0° 01′ 05″ O / 38.792683°N,0.017992°O                        | CCCV-117 | {{ca\|Cova de les Calaveres (Benidoleig)}} · {{WLE-AD-ES\|CCCV-117}} · {{Object location dec\|38.792683\|-0.017992\|region:ES-VC_type:landmark_source:cawiki}} · [[Categoria:Cova de les Calaveres]]            |
| El Forat                           | Geomorfologia                                         | Pedreguer 38° 47′ 43″ N, 0° 00′ 56″ E / 38.795384°N,0.015623°E                         | CCCV-118 | {{ca\|El Forat (Pedreguer)}} · {{WLE-AD-ES\|CCCV-118}} · {{Object location dec\|38.795384\|0.015623\|region:ES-VC_type:landmark_source:cawiki}} · [[Categoria:Caves of the Land of Valencia]]                   |
| Cova Fosca-Corb-Pedrera            | Geomorfologia, dipòsits, aigua i fauna troglòbia      | El Verger 38° 50′ 21″ N, 0° 00′ 08″ O / 38.839126°N,0.002230°O                         | CCCV-119 | {{ca\|Cova de les Calaveres (el Verger)}} · {{WLE-AD-ES\|CCCV-119}} · {{Object location dec\|38.839126\|-0.002230\|region:ES-VC_type:landmark_source:cawiki}} · [[Categoria:Caves of the Land of Valencia]]     |
| Cova de les Meravelles             | Fauna troglòbia                                       | Cocentaina 38° 45′ 24″ N, 0° 28′ 44″ O / 38.756672°N,0.478811°O                        | CCCV-120 | {{ca\|Cova de les Meravelles (Cocentaina)}} · {{WLE-AD-ES\|CCCV-120}} · {{Object location dec\|38.756672\|-0.478811\|region:ES-VC_type:landmark_source:cawiki}} · [[Categoria:Caves of the Land of Valencia]]   |
| Cova Juliana                       | Aigua, geomorfologia, quiròpters, fauna troglòbia     | Alcoi 38° 40′ 39″ N, 0° 27′ 52″ O / 38.677467°N,0.464583°O                             | CCCV-121 | {{ca\|Cova Juliana (Alcoi)}} · {{WLE-AD-ES\|CCCV-121}} · {{Object location dec\|38.677467\|-0.464583\|region:ES-VC_type:landmark_source:cawiki}} · [[Categoria:Caves of the Land of Valencia]]                  |
| Avencs de Partagat                 | Flora singular                                        | Benifato 38° 38′ 57″ N, 0° 14′ 54″ O / 38.649210°N,0.248207°O                          | CCCV-122 | {{ca\|Avencs de Partagat (Benifato)}} · {{WLE-AD-ES\|CCCV-122}} · {{Object location dec\|38.649210\|-0.248207\|region:ES-VC_type:landmark_source:cawiki}} · [[Categoria:Caves of the Land of Valencia]]         |
| Avenc del Morro de l'Estepar       | Fauna troglòbia                                       | Fageca 38° 44′ 26″ N, 0° 15′ 44″ O / 38.740603°N,0.262339°O                            | CCCV-123 | {{ca\|Avenc del Morro de l'Estepar (Fageca)}} · {{WLE-AD-ES\|CCCV-123}} · {{Object location dec\|38.740603\|-0.262339\|region:ES-VC_type:landmark_source:cawiki}} · [[Categoria:Caves of the Land of Valencia]] |
| Cova del Somo                      | Fauna troglòbia                                       | Castell de Castells 38° 42′ 59″ N, 0° 09′ 05″ O / 38.716261°N,0.151340°O               | CCCV-124 | {{ca\|Cova del Somo (Castell de Castells)}} · {{WLE-AD-ES\|CCCV-124}} · {{Object location dec\|38.716261\|-0.151340\|region:ES-VC_type:landmark_source:cawiki}} · [[Categoria:Caves of the Land of Valencia]]   |
| Cova dels Vells                    | Fauna troglòbia                                       | Tàrbena 38° 42′ 59″ N, 0° 09′ 05″ O / 38.716261°N,0.151340°O                           | CCCV-125 | {{ca\|Cova dels Vells (Tàrbena)}} · {{WLE-AD-ES\|CCCV-125}} · {{Object location dec\|38.716261\|-0.151340\|region:ES-VC_type:landmark_source:cawiki}} · [[Categoria:Caves of the Land of Valencia]]             |
| Cova dels Morets                   | Fauna troglòbia                                       | Tàrbena 38° 42′ 59″ N, 0° 09′ 05″ O / 38.716261°N,0.151340°O                           | CCCV-126 | {{ca\|Cova dels Morets (Tàrbena)}} · {{WLE-AD-ES\|CCCV-126}} · {{Object location dec\|38.716261\|-0.151340\|region:ES-VC_type:landmark_source:cawiki}} · [[Categoria:Caves of the Land of Valencia]]            |
| Avenc de Borreguillos              | Quiròpters                                            | Salines 38° 29′ 01″ N, 0° 55′ 32″ O / 38.483525°N,0.925623°O                           | CCCV-127 | {{ca\|Avenc de Borreguillos (les Salines)}} · {{WLE-AD-ES\|CCCV-127}} · {{Object location dec\|38.483525\|-0.925623\|region:ES-VC_type:landmark_source:cawiki}} · [[Categoria:Caves of the Land of Valencia]]   |
| Cova del Canelobre                 | Gran sala, geomorfologia, habilitada                  | Busot 38° 30′ 40″ N, 0° 24′ 41″ O / 38.511056°N,0.411496°O                             | CCCV-128 | {{ca\|Cova del Canelobre (Busot)}} · {{WLE-AD-ES\|CCCV-128}} · {{Object location dec\|38.511056\|-0.411496\|region:ES-VC_type:landmark_source:cawiki}} · [[Categoria:Caves of the Land of Valencia]]            |
| Cova del Perro                     | Geomorfologia, quiròpters                             | Coix 38° 08′ 20″ N, 0° 53′ 55″ O / 38.138752°N,0.898546°O                              | CCCV-129 | {{ca\|Cova del Perro (Coix)}} · {{WLE-AD-ES\|CCCV-129}} · {{Object location dec\|38.138752\|-0.898546\|region:ES-VC_type:landmark_source:cawiki}} · [[Categoria:Caves of the Land of Valencia]]                 |
| Cova Sant Joan                     | Quiròpters, fauna troglòbia                           | Pego 38° 49′ 33″ N, 0° 06′ 31″ O / 38.825755°N,0.108684°O                              | CCCV-130 | {{ca\|Cova Sant Joan (Pego)}} · {{WLE-AD-ES\|CCCV-130}} · {{Object location dec\|38.825755\|-0.108684\|region:ES-VC_type:landmark_source:cawiki}} · [[Categoria:Caves of the Land of Valencia]]                 |
| Cova de l'Andorial                 | Fauna troglòbia                                       | Dénia 38° 49′ 06″ N, 0° 04′ 15″ E / 38.818284°N,0.070944°E                             | CCCV-131 | {{ca\|Cova de l'Andorial (Dénia)}} · {{WLE-AD-ES\|CCCV-131}} · {{Object location dec\|38.818284\|0.070944\|region:ES-VC_type:landmark_source:cawiki}} · [[Categoria:Caves of the Land of Valencia]]             |
| Cova del Tio Melcior               | Fauna troglòbia, coleòpters                           | Castalla 38° 31′ 45″ N, 0° 39′ 16″ O / 38.529148°N,0.654334°O                          | CCCV-132 | {{ca\|Cova del Tio Melcior (Castalla)}} · {{WLE-AD-ES\|CCCV-132}} · {{Object location dec\|38.529148\|-0.654334\|region:ES-VC_type:landmark_source:cawiki}} · [[Categoria:Caves of the Land of Valencia]]       |
| Simes del Roset o Avenc Barratxina | Quiròpters, coleòpters                                | Xixona 38° 33′ 53″ N, 0° 31′ 53″ O / 38.564802°N,0.531323°O                            | CCCV-133 | {{ca\|Simes del Roset (Xixona)}} · {{WLE-AD-ES\|CCCV-133}} · {{Object location dec\|38.564802\|-0.531323\|region:ES-VC_type:landmark_source:cawiki}} · [[Categoria:Caves of the Land of Valencia]]              |